# 陳敬創
陳敬創，洋名: Chan King Chong，1967年9月22日—，廣東省中山縣人，香港九龍深水埗長大，培正中學校友。香港中文大學地理學士，加拿大約克大學學過電影。陳敬創愛稱: 阿創、肥仔，前香港電台節目主持人。

## 簡歷
陳敬創在1993年加入香港電台，至2000年接任節目編導工作。期間曾主持《晨光第一線》、《智慧公民》、《知識會社》、《創KaPo夫》、《創Ka童話》等節目。
2008年，陳敬創因涉詐騙港台被捕。控罪指，他於2001年2月至2002年2月間製作《晨光第一線》期間，曾墊支報紙及嘉賓的茶點費；其後，他聽從上級吩咐以9A表格，以其母王玉芳曾撰稿的名義，領回41,300元節目開支。另外，他又曾為主持人彭晴申領的士費，串同她以彭母李慧雲名義申領49,600元費用，以及串謀前港台助理廖倩怡支取《春風伴我行》的3,000元演出酬勞。法官認為，陳敬創屬技術上犯錯，亦接納他只是錯誤地走捷徑申領費用，考慮到其正面背景，遂判他接受160小時社會服務令。
陳敬創在2008年10月與港台約滿後，未獲續約。後在2009年1月，親自向上訴庭申請上訴以推翻定罪，獲上訴庭受理。最終，上訴庭只撤回其中1項串謀詐騙罪名，其餘11項罪名維持原判。

## 作品
- 《店小二的點心》作者：曾淑儀、陳敬創
- 《創KaPo夫》主題曲《最難忘初戀六月天》填詞
- 《情場妙女郎》主題曲《情愛就算是假》填詞、作曲，片尾曲《每天等著每一天》填詞

## 外部參考
- （页面存档备份，存于）
- 陳敬創 facebook
- 陳敬創----no air-time (YAHOO ! BLOG) （页面存档备份，存于）
- 陳敬創----no air-time (Xuite) （页面存档备份，存于）
- 創Ka童話 （页面存档备份，存于）
- 香港電台第二台節目主持——陳敬創 （页面存档备份，存于）
- 香港電台DJ wallpaper[永久]
- 陳敬創 youtube頻道 （页面存档备份，存于）